# カップヌードルミュージアム
カップヌードルミュージアム（英: CUPNOODLES MUSEUM）は、「チキンラーメン」や「カップヌードル」などのインスタントラーメンを開発したことで知られる日清食品創業者・安藤百福の業績を記念して設置されている、日本の企業博物館。日本国内に2箇所、国外に1箇所置かれている。2017年9月15日に国内の両施設の名称を、安藤百福発明記念館（あんどうももふくはつめいきねんかん）に統一した。2022年6月7日から宇宙飛行士の野口聡一が国内2館の名誉館長を務めている。
- 安藤百福発明記念館 大阪池田（愛称：カップヌードルミュージアム 大阪池田） - 大阪府池田市満寿美町に所在。1999年開館。旧名称「インスタントラーメン発明記念館」。
- 安藤百福発明記念館 横浜（愛称：カップヌードルミュージアム 横浜） - 神奈川県横浜市中区新港に所在。2011年開館。
- カップヌードルミュージアム 香港（wikidata）（簡: 合味道紀念館香港） - 香港尖沙咀の中港城（中国語版、英語版）内に所在。2021年開館[3]。